# Kalce-Naklo
Kalce-Naklo – wieś w Słowenii, w gminie Krško. W 2018 roku liczyła 158 mieszkańców.